# Prizna
Prizna je naselje i luka u Hrvatskom primorju, podno planine Velebit. Administrativno pripada Gradu Senju, u Ličko-senjskoj županiji.

## Smještaj
Prizna se nalazi u južnom dijelu Hrvatskog primorja, nasuprot otoku Pagu, oko 14 km sjeverno od Karlobaga i oko 40 km južno od Senja.
Iako primorsko selo, nije na samoj obali nego na uzvisini oko kilometar iznad uvala Vele i Male Bočarije.
U okolici je više zaseoka koji administrativno spadaju pod Priznu, npr. Lomivrat, neposredno podno Prizne na moru, Seline, Kovači, Prpić-Lug, Marama, Gradina u uvali Prizna.
Trajektno pristanište u Gradini i Priznu na jadranskoj magistrali povezuje državna cesta D406.

## Znamenitosti
Mjesto je poznato kao trajektno pristanište na liniji kopno-otok Pag tj. iz Prizne u pristanište Žigljen na sjevernom dijelu otoka Paga. Samo trajektno pristanište udaljeno je od sela Prizna oko 4 km.
U naselju se nalazi kapela sv. Ante iz 1807. godine.

## Povijest
Kraj zaselka Gradina nađeni su arheološki ostatci iz liburnskog i rimskog doba.
Za vrijeme srpske agresije na Hrvatsku Prizna je bila važna prometna točka, pošto je prije obnove Masleničkog mosta njome prolazila prometna spojnica južne, sjeverne i zapadne Hrvatske.

## Stanovništvo
- 1971. – 259 (Hrvati – 259)
- 1981. – 172 (Hrvati – 170, ostali – 2)
- 1991. – 79 (Hrvati – 79)
- 2001. – 56
- 2011. – 45

| broj stanovnika | 538   | 536   | 597   | 640   | 718   | 734   | 661   | 663   | 611   | 550   | 434   | 259   | 172   | 79    | 56    | 45    | 27    |
|                 | 1857. | 1869. | 1880. | 1890. | 1900. | 1910. | 1921. | 1931. | 1948. | 1953. | 1961. | 1971. | 1981. | 1991. | 2001. | 2011. | 2021. |

## Vanjske poveznice
- Trajektna linija Prizna-Žigljen
- Službene stranice Grada Senja  Arhivirana inačica izvorne stranice od 26. veljače 2010. (Wayback Machine)